# Phaeaphodius youngai
Phaeaphodius youngai är en skalbaggsart som beskrevs av S. Endrödi 1967. Phaeaphodius youngai ingår i släktet Phaeaphodius och familjen Aphodiidae. Inga underarter finns listade i Catalogue of Life.